# Giuseppe Castellani
Giuseppe Castellani (Fano, 1858 – Fano, 20 novembre 1938) è stato uno storico e numismatico italiano.

## Biografia
Già da giovane fu particolarmente attivo, partecipando, non ancora ventenne, alla fondazione della “Società Scienza e Arte” (1876) e della “Cultura Giovanile”, un periodico scientifico, artistico e letterario, pubblicato dal 1877 al 1880.
Nel settembre del 1877 si trasferì per studiare a Parma dove si iscrisse all'Istituto Tecnico, rimanendo comunque in contatto con la città natale. Lo stesso anno ricevette la medaglia d'oro dalla Regia Associazione dei Benemeriti Italiani in Palermo che lo nominò anche membro corrispondente. Al termine degli studi a Parma, divenne insegnante di italiano a Santarcangelo di Romagna. Rimase a Santarcangelo fino ai primi anni del XX secolo. Approfondì i suoi studi numismatici e storici, pubblicando saggi su questi argomenti. In questo periodo puntò la sua attenzione sulla zecca di Fano e sulle altre zecche dell'area, inserendo sempre i vari argomenti nel loro contesto storico. In questo modo il suo nome divenne noto in Italia e fu invitato dal senatore Niccolò Papadopoli a Venezia, per essere aiutato nella elaborazione della sua opera "Le monete di Venezia", illustrata da Carlo Kunz. A Venezia Castellani rimase più di 20 anni, pur mantenendo stretti legami con Fano e continuando i suoi studi numismatici sulla città. Alla morte di Papadopoli la collezione fu donata al museo Correr e Castellani ebbe l'incarico di compilare il catalogo che fu pubblicato nel 1925, col titolo di “Catalogo della raccolta Papadopoli Aldobrandini".
Dopo l'esperienza a Venezia, tornò a Fano, dove si dedicò agli studi storici e a catalogare le raccolte numismatiche di alcuni musei, tra cui quelli di Ancona, di Fano e di Pesaro.
Tra il 1930 e il 1938 ebbe l'incarico di riorganizzare e catalogare il monetiere del Museo archeologico di Firenze, sistemazione che corrisponde a quella tuttora in uso. Fu anche chiamato da Vittorio Emanuele III a collaborare al Corpus Nummorum Italicorum.

## Pubblicazioni
- La Zecca di Fano nel 1797, in Rivista italiana di numismatica, Milano, 1889
- Un picciolo di Astorgio III Manfredi per Faenza, in Rivista italiana di numismatica, Milano, 1890
- Una Medaglia Fanese del Secolo XV, in Rivista italiana di numismatica, Milano, 1891
- Medaglia del porto di Fano, in Rivista italiana di numismatica, Milano, 1892
- La Chiesa di S. Michele in Fano, ivi, 1927
- La dominazione veneta a Santarcangelo. Memorie e documenti (1503-1505), Santarcangelo di Romagna, Tipografia Ganganelli, 1894